# Носилки

Міжнародний символ «Носилки»

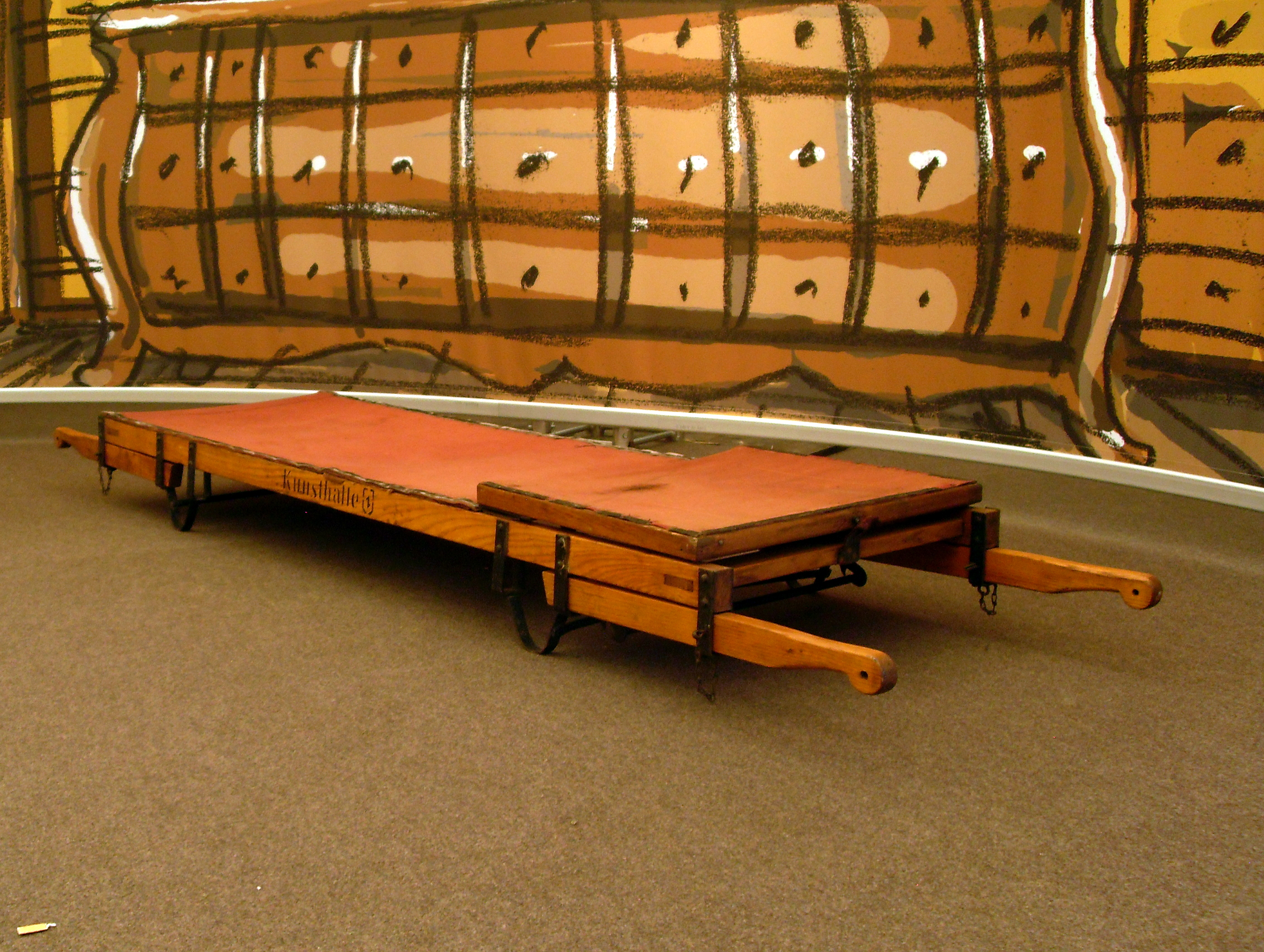
Носилки середини 20 ст.

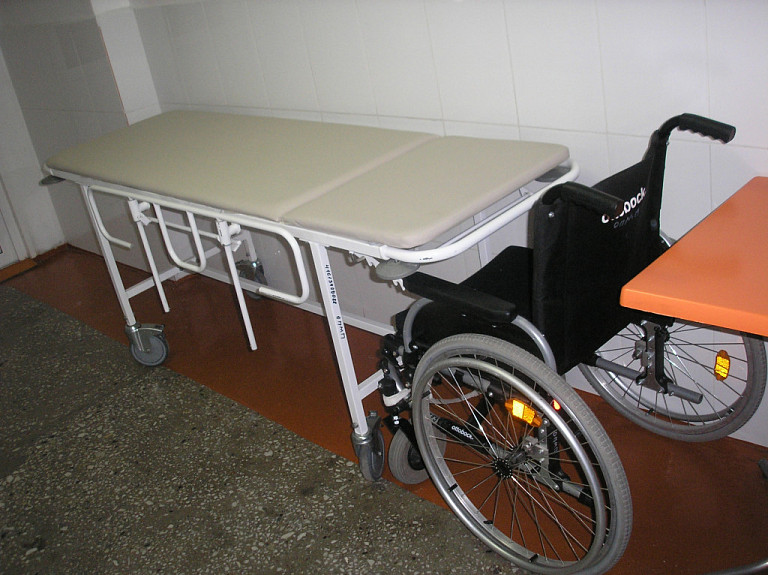
Носилки на колесах та інвалідний візок у приймальному покої лікарні

Носи́лки або но́ші — пристрій для перенесення вантажів, людей. Залежно від призначення носилки можуть мати різну конструкцію.

## Будівельні носилки
Будівельні носилки призначені для перенесення ґрунту і будматеріалів силами двох робітників. Мають вигляд корита з листового заліза (рідше дерев'яного щита), спорядженого двома жердинами.

## Медичні носилки

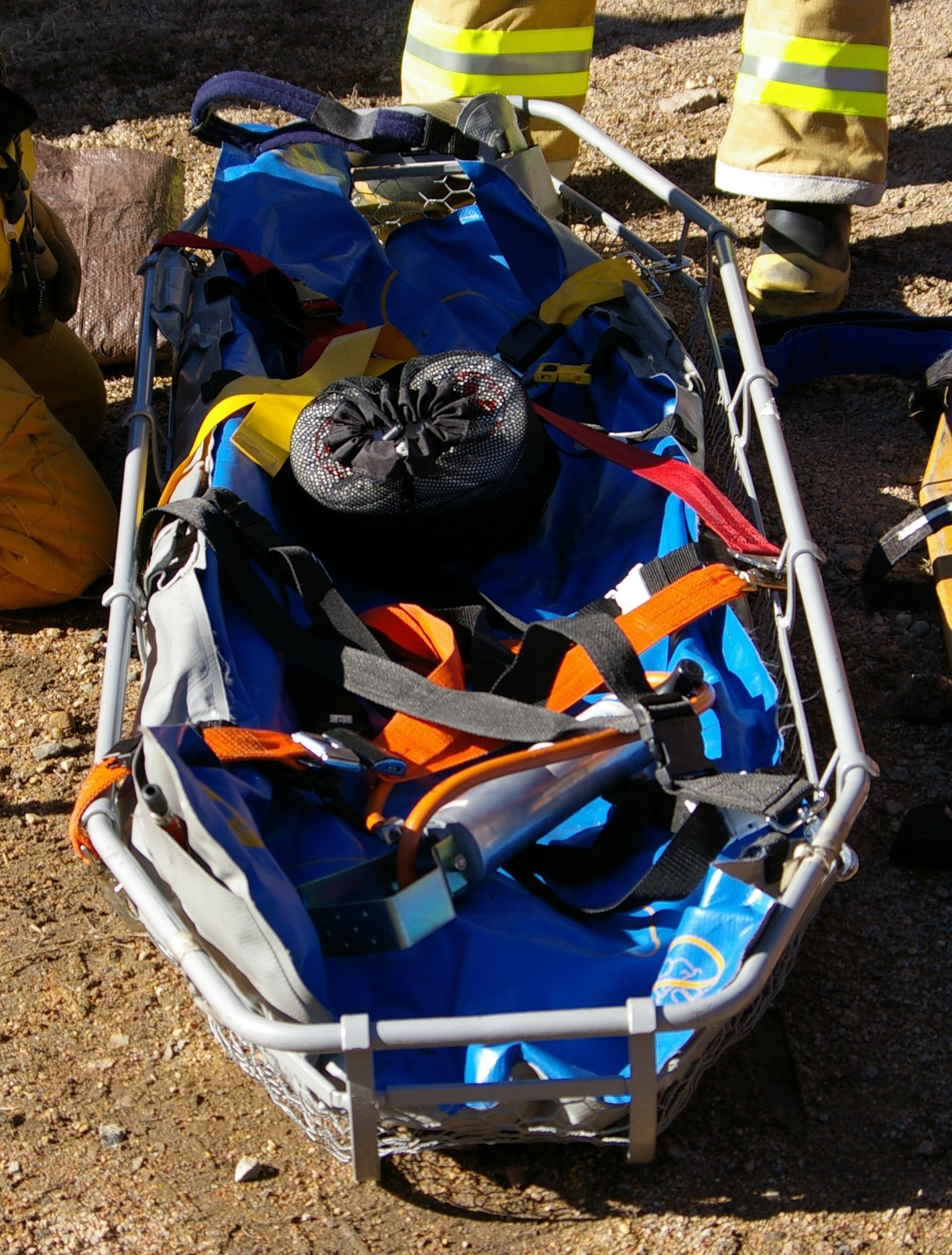
Ківшеві носилки

Модульні носилки-щит

Медичні або санітарні носилки призначені для траспортування хворих і травмованих (поранених) на невеликі відстані (до санітарного транспорту та ін.). Перша згадка про такі носилки належить до кінця 14 ст.. Виділяють кілька типів носилок:
- М'які носилки — носилки з двох руків'їв (звичайно алюмінієвих) і перемички з тканини. Використовуються для траспортування постраждалих у вузьких місцях.
- Тверді носилки (WauK board)  — носилки у вигляді широкої дошки з коліщатками на одному кінці. Уможливлює транспортування постраждалого силами одної людини.

- Прості носилки — у вигляді двох жердин, з'єднаних перемичками. У бойових умовах та інших екстремальних ситуаціях використовують імпровізовані носилки, зроблені з жердин, гілок, ременів, плащів, санітарних лямок та ін.
- Складані носилки — споряджені шарнірами, що уможливлюють їхнє розкладання. Складані носилки можуть бути регульованими і дозволяють припасувати розміри під постраждалого.

- Ківшеві носилки — носилки, що складаються з розсувних пластин. Використовуються для транспортування постраждалих зі спинномозковими травмами. Пластини розсувають у боки, потім змикають їх під тілом постраждалого.[джерело?]
- Носилки-люлька — використовується для піднімання постраждалого на борт вертольота.[джерело?]

## Військові носилки
Інколи військові носилки називають ноші санітарні
Види:
- М'які[6] (ПМН)
- Напівм'які (інколи рулонні, наприклад, SKED)[7][8]
- Каркасні (інколи рамкові, наприклад, Talon)[9]
- Тверді (щити)
- На колесах (наприклад Тачела) [10]

М'які ноші виготовляють з водо- та термо- стійкої тонкої тканини, маскувальних кольорів, з 3 чи 4 боковими парами петель (та 2 петлі на вужчій стороні щодо голови) для захоплення їх руками. Їх легко скласти та розмістити у підсумку розміром ~15х25 см з сумарною вагою 200—500 грам. Розкладання таких носилок займає менше 10 секунд.
Напівм'які носилки виготовляють із синтетичного матеріалу товщиною не менше 5 мм (наприклад, поліуретану), теж з ручками, і фіксувальними ремінцями. Проте, носилки можливо лише скрутити (наприклад по довжині), як для тубусу. Їх легше «тягнути» по поверхні (якщо не має можливості нести), менш зручні при транспортуванні у згорнутому стані за рахунок форми та ваги (важчі від м'яких).
Каркасні ноші містять рамку або каркас, який повністю пристосований для фіксації у відповідній системі — тобто, рамка є частиною рейкового або складального механізму міцної фіксації носилок, наприклад на транспорті.
На колесах ноші мають колісну базу, що кріпиться до каркасних нош. Такі ноші є достатньо портативними для перевезення чи перенесення в розібраному вигляді, а також швидко споряджаються для застосування.
Військові носилки дуже схожі до медичних, проте, є особливості. Серед важливих:[джерело?]
- Забарвлення
- Світловібивальна здатність (у видимому та інфрачервоному діапазонах (англ. IRR))
- Міцність, міцність на зношування
- Мобільність
- Стійкість до природних руйнувальних факторів (ультрафіолет, спека, холод)
- Гідростійкість
- «Вантажність»
- Зручність покладення і перенесення пораненого

## Паланкіни
Паланкін — ноші з навісом (наметом) призначені для знатних осіб, для їх перенесення  необхідно щонайменше 4-о носильників. Простіший варіант являє собою ноші із сидінням, без намета.

## Мари
Мари (від дав.-в.-нім. bara через пол. mary або чеськ. máry) — носилки для перенесення померлих під час похоронів, вони замінюють катафалк. Відомий лайливий вираз «Бодай на марах винесло!» («Щоб тебе на марах винесли!»), що уживається як побажання комусь смерті.